# Hermano dame tu mano
«Hermano dame tu mano», es una canción escrita por Jorge Sosa y compuesta por Damián Sánchez. Fue interpretada y popularizada internacionalmente por la intérprete Mercedes Sosa en su álbum "Traigo un pueblo en mi voz", grabado y publicado en 1973.  La canción, debido a su letra y mensaje, fue utilizada por políticos en Mendoza como alrededor de Latinoamérica en campañas políticas. 

Tiene que ver con la unidad, con la necesidad de poder protegernos y defendernos y unirnos. Hay cosas que se tienen que decir y siempre me gustó eso.
Damián Sánchez

1. ↑  «Guaymallén homenajeó al músico y compositor Damián Sánchez». 18 de Marzo de 2024. Consultado el 06-05-2024.
2. ↑  Juan Parotti. «Mercedes Sosa: Traigo un pueblo en mi voz (1973)». Consultado el 06-05-2024.
3. ↑  Walter Gazzo (15 de marzo de 2023). «Desde Mendoza, Damián Sánchez mantiene viva la llama del Nuevo Cancionero». Consultado el 06-05-2024.

- Datos: Q125807982